# Сидни, Джордж
Джордж Сидни (англ. George Sidney; 4 октября 1916[…], Лонг-Айленд, Нью-Йорк или Куинс, Нью-Йорк — 5 мая 2002, Лас-Вегас, Невада) — американский кинорежиссёр и продюсер, с 1951 по 1960 и с 1961 по 1967 год президент Гильдии режиссёров Америки. Преимущественно работал с кинокомпанией Metro-Goldwyn-Mayer.

## Биография
Джордж Сидни родился 4 октября 1916 года в городе Лонг-Айленд-Сити (ныне район Нью-Йорка — Куинс), штат Нью-Йорк, США.
C юных лет он работал ассистентом в кинокомпании Metro-Goldwyn-Mayer, и уже в возрасте 21 года стал главным режиссёром сериала «Пострелята». Проработав над картиной один год, Сидни стал режиссёром сериала Crime Does Not Pay, а с 1943 года стал режиссировать полнометражные фильмы.
Сидни был очень дружен с мультипликаторами Уильямом Ханна и Джозефом Барбера, помог им создать собственную компанию «Hanna-Barbera», на протяжении десяти лет работал там, принял участие в создании таких известных персонажей как Фред Флинтстоун, Пёс Хакльберри и Мишка Йоги.
С 1961 по 1967 год являлся президентом Гильдии режиссёров Америки; отмечен несколькими престижными кинонаградами. Имеет звезду №6307 на «Аллее славы» в Голливуде.
Скончался от лимфомы в Лас-Вегасе 5 мая 2002 года на 86-м году жизни. Похоронен на кладбище «Хиллсайд» (англ. Hillside Memorial Park Cemetery).

## Личная жизнь
Джордж Сидни был женат трижды, причём последний раз женился в возрасте 75 лет:
- Лиллиан Бёрнс (англ. Lillian Burns) — развод
- Джейн Робинсон (англ. Jane Robinson) — с 1973 по 1991 год
- Лари Лейн — с 1991 по 2002 год

## Награды и номинации
| Год  | Организация                     | Награда                                                     | Фильм                                       | Результат |
| ---- | ------------------------------- | ----------------------------------------------------------- | ------------------------------------------- | --------- |
| 1952 | Гильдия режиссёров Америки      | За выдающиеся достижения в режиссуре полнометражных фильмов | Плавучий театр (Show Boat)                  | Номинация |
| 1953 | Гильдия режиссёров Америки      | За выдающиеся достижения в режиссуре полнометражных фильмов | Скарамуш (Scaramouche)                      | Номинация |
| 1954 | Гильдия режиссёров Америки      | За выдающиеся достижения в режиссуре полнометражных фильмов | Малышка Бесс                                | Номинация |
| 1957 | Гильдия режиссёров Америки      | За выдающиеся достижения в режиссуре полнометражных фильмов | История Эдди Дучина (The Eddy Duchin Story) | Номинация |
| 1958 | Золотое яблоко (англ.)          | За лучшие в мире музыкальные фильмы                         | —                                           | Победа    |
| 1959 | Гильдия режиссёров Америки      | Почётная премия пожизненного членства                       | —                                           | Победа    |
| 1986 | Гильдия режиссёров Америки      | Награда Роберта Олдрича за достижения                       | —                                           | Победа    |
| 1993 | Кинофестиваль в Сан-Луис-Обиспо | Памятная награда Кинга Видора                               | —                                           | Победа    |
| 1995 | Золотое яблоко                  | Награда Лоуэллы Парсонс                                     | —                                           | Победа    |
| 1998 | Гильдия режиссёров Америки      | Президентская награда                                       | —                                           | Победа    |

## Фильмография
- 1932 — Высокое давление / High Pressure - Гинсбург
- 1938—1939 — Пострелята / Our Gang (сериал)
- 1941 — Свободный и лёгкий / англ. Free and Easy
- 1942 — ? / англ. Pacific Rendezvous
- 1943 —  Пилот №5 / Pilot #5 (пропагандистский)
- 1943 — Тысячи приветствий / англ. Thousands Cheer
- 1944 — Прекрасная купальщица / англ. Bathing Beauty
- 1945 — Поднять якоря / Anchors Aweigh
- 1945 — Безумства Зигфилда / Ziegfeld Follies
- 1946 — Девушки Харви / англ. The Harvey Girls
- 1946 — Каникулы в Мехико / англ. Holiday in Mexico
- 1947 — Касс Тимберлейн / англ. Cass Timberlane
- 1948 — Три мушкетёра / The Three Musketeers
- 1949 — Красный Дунай / англ. The Red Danube
- 1950 — Ключ от города / Key to the City
- 1950 — Энни получает ваше оружие / Annie Get Your Gun
- 1951 — Плавучий театр / Show Boat
- 1952 — Скарамуш / Scaramouche
- 1953 — Малышка Бесс / Young Bess
- 1953 — Целуй меня, Кэт / Kiss Me Kate
- 1955 — Возлюбленная Юпитера / Jupiter's Darling
- 1956 — История Эдди Дучина / англ. The Eddy Duchin Story
- 1957 — ? / Jeanne Eagels
- 1957 — Приятель Джои / Pal Joey
- 1960 — Кто была та леди? / англ. Who Was That Lady?
- 1960 — Пепе / Pepe
- 1963 — Пока, пташка / Bye Bye Birdie
- 1963 — Щекотливое дело / англ. A Ticklish Affair
- 1964 — Да здравствует Лас-Вегас! / Viva Las Vegas
- 1966 — Свингер / англ. The Swinger
- 1967 — Пол-шестипенсовика / Half a Sixpence